# Pycnoschema scrofa
Pycnoschema scrofa är en skalbaggsart som beskrevs av Edgar von Harold 1880. Pycnoschema scrofa ingår i släktet Pycnoschema och familjen Dynastidae. Inga underarter finns listade i Catalogue of Life.